# Japanische Befestigungen auf Tarawa

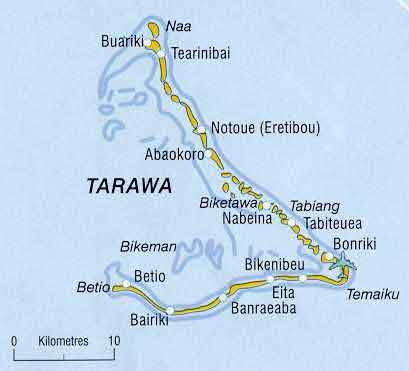
Karte des Atolls Tarawa

Die Befestigungen auf Tarawa waren ein starker Ring von Bunkern und anderen befestigten Stellungen, die von den japanischen Soldaten auf der Insel Betio gebaut wurden, als Verteidigungssystem gegen eine Landung der US-amerikanischen Truppen. Betio ist die Hauptinsel mit Hafen im Tarawa-Atoll, Teil der Gilbert-Inseln, von großer strategischer Bedeutung wegen ihrer Lage im Zentralpazifik. Deswegen hatte das US-Pazifik-Kommando seit 1942 Pläne formuliert, die Insel einzunehmen und sie zu einem wichtigen Ausbildungs- und Versorgungsplatz auszubauen, von dem Material, Truppen und Invasionsflotten in die weiteren Regionen des Pazifiks entsandt werden konnten. Die Japaner waren sich der strategischen Bedeutung der Gilbert-Inseln bewusst, besonders nach den amerikanischen Landungserfolgen in der Schlacht um Guadalcanal, und befestigten deshalb die beiden wichtigsten Punkte der Gilbert-Inseln, das Tarawa- und das Makin-Atoll.

## Landverteidigung

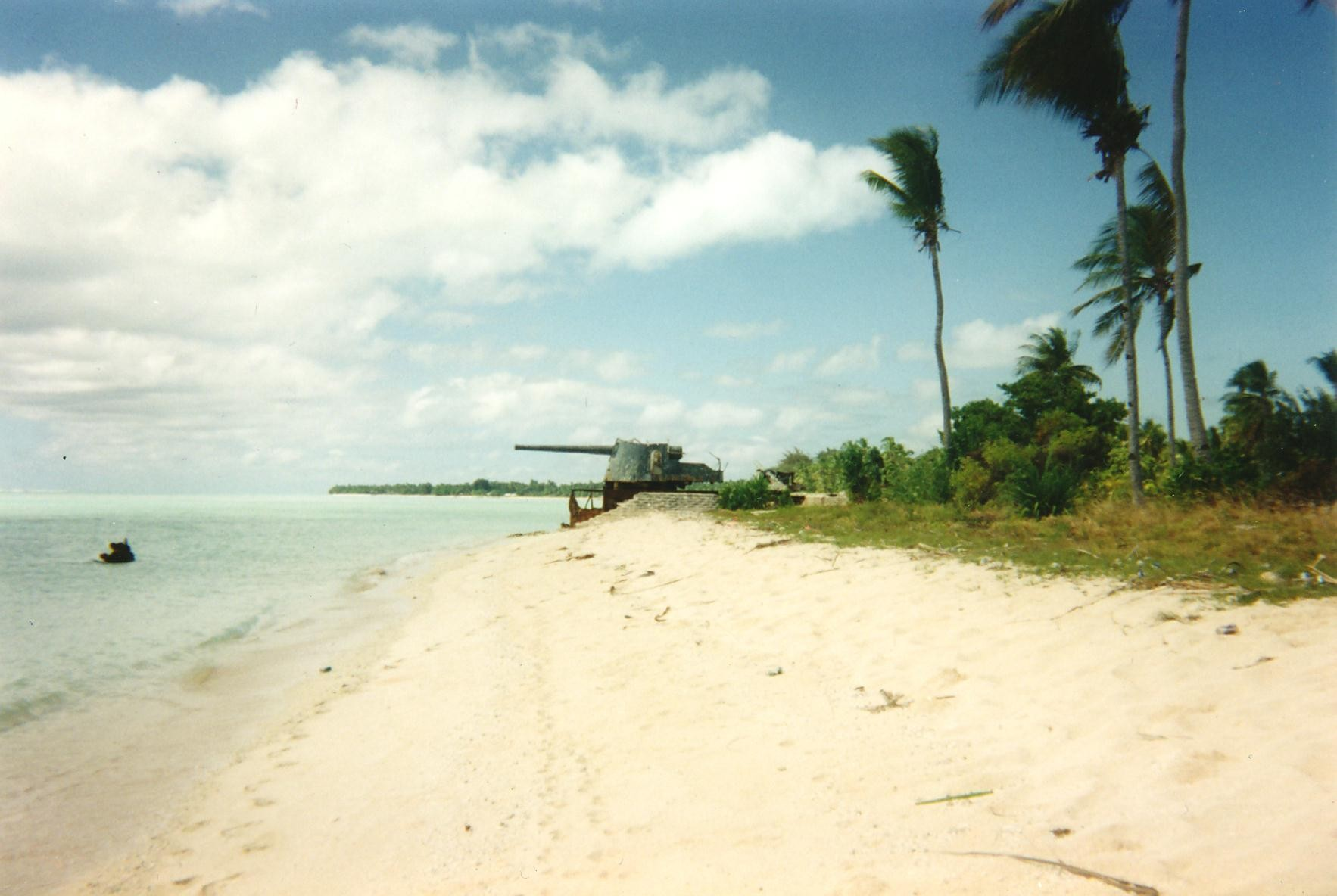
Japanische 20,3-cm-Haubitze auf Tarawa

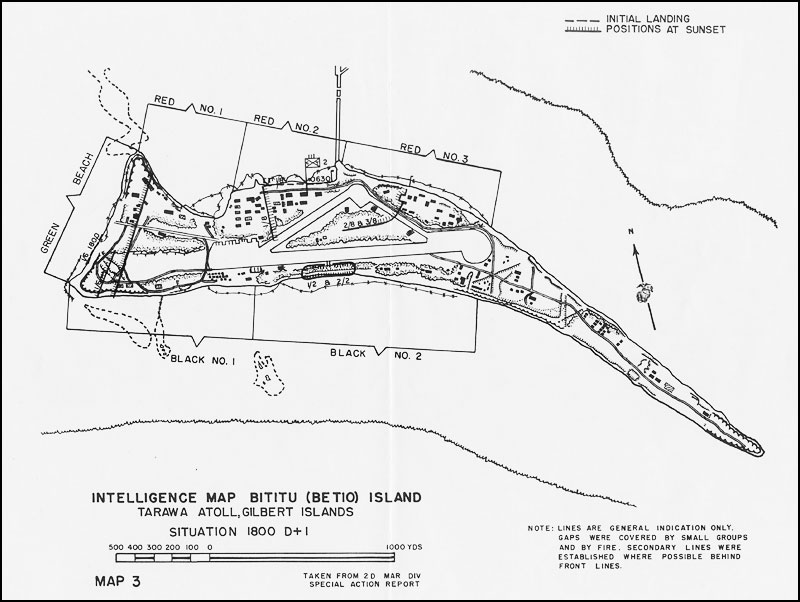
Karte des amerikanischen Angriffplans auf Betio

Im September 1942 traf ein Schiffskonvoi in Betio ein, der Konteradmiral Tomanari Saichirō (友成 佐市郎), einige Tausend Truppen, Material, Munition, Beton und schwere Kanonen sowie Panzertürme, Benzin, Autos und Lastwagen transportierte. Konteradmiral Tomanari hatte den Befehl erhalten, den Inselring um Betio zu befestigen, um eine drohende amerikanische Landung zu verhindern. Konteradmiral Tomanari baute sofort einen großen sternförmigen Flugplatz inmitten der Insel. Die Kaiserlich Japanische Armee flog daraufhin 26 Mitsubishi A6M Zeros ein, die zur Luftverteidigung dienen sollten. Außerdem wurde rings um den Flugplatz ein Ring von Bunkern gebaut, die Männern und Flugzeugen Schutz vor Luftangriffen bieten sollten. Diese Bunker hatten keine Verteidigungswaffen, wurden aber von zahlreichen Flak-Batterien gedeckt.
Die japanischen Truppen fingen dann im November mit den eigentlichen Befestigungsarbeiten an.
Es wurden an den Stränden mehr als 500 schwere Maschinengewehr-Positionen gebaut, jede tief in den Sand gegraben und mit einem Beton- oder Holzdach versehen und mit Sand überstreut, der dem Schutz und der Tarnung dienen sollte. Diese MG-Nester, oft auch mit Stacheldraht umgeben, sollten den US-Landungstruppen einen Kugelhagel entgegen senden, sobald sie ins Wasser sprangen. Hinter der ersten Verteidigungslinie wurden Geschützstellungen gebaut, ebenfalls tief in den Sand gegraben und mit Beton, Eisenplatten und Sandsäcken gegen Kugeln und Bomben gesichert. Zwischen diesen beiden Befestigungslinien waren mehrere hundert Einzellöcher gegraben, getarnt mit Palmenblättern, die Scharfschützen und kleinen Panzerabwehrkanonen, meist im Kaliber 47 Millimeter, Schutz boten. Die Panzerabwehrwaffen sollten den amerikanischen Panzern und LVT-Schwimmpanzern (auch „Amtracks“ genannt) Verluste zufügen, schon bevor diese das Ufer erreichen würden. Die Scharfschützen würden hingegen auf isolierte Marines zielen.
Etwa 200 Meter vor dem Strand war das Transportschiff Saida Maru versenkt worden. Die Brücke und das Deck ragten aus dem Wasser. Die Japaner bauten in den verlassenen Räumen der Brücke ungefähr 20 MG-Nester ein, so dass sie auf heranschwimmende US-Truppen schießen konnten, oder um Amphibienfahrzeuge mit Panzerfäusten zu treffen.
Konteradmiral Tomanari ließ noch 6–7 m vor dem Strand eine Palisade aus Kokospalmenstämmen aufbauen, die jedes nicht beschädigte US-Fahrzeug aufhalten sollten.

## Seeverteidigung
Konteradmiral Tomanari befahl auch eine Erweiterung der Meereshindernisse.

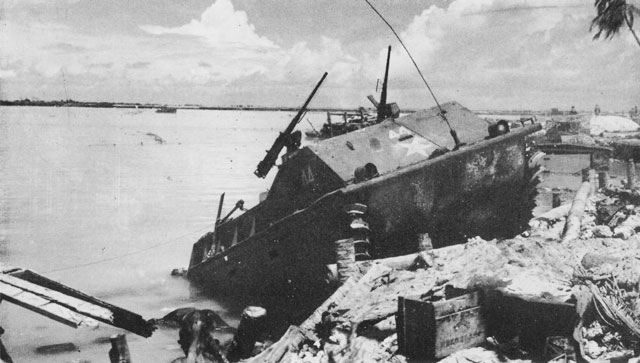
Zerstörter US-Amtrac am Strand

Die Verteidigung des Strandes verließ sich auch auf Stacheldrahtrollen, im seichten Wasser angebracht, sowie einen Minenring, bestehend aus etwa 200 Stück, im Sand vergraben und durch Zündschnüre verbunden. Weit vor der Küste hingegen waren Betonhindernisse, Eisensperren und mit Minen bestückte Drahtseile, die nur ein paar Zentimeter unter der Oberfläche lagen. Sobald ein Rumpf ein Seil auch nur streifte, gingen sämtliche Minen hoch. Es gab über 1000 Seile, kreuz und quer durch die Lagune gespannt. Auch künstliche Betonuntiefen, auf welche die Schiffe prallten, wurden gebaut.
Von der Küste aus konnten 13 schwere Küstengeschütze, darunter neun 14-cm-Kanonen und vier aus Singapur herangebrachte, ehemals britische 20,3-cm-Haubitzen von Vickers, das Meer überwachen. Darüber hinaus standen den Japanern zur direkten Abwehr in Küstennähe noch sechs 8-cm-Flugabwehrkanonen und acht 7,5-cm-Feldgeschütze sowie zehn 7,5-cm-Gebirgskanonen zur Verfügung.

## „Yogaki-Plan“
Konteradmiral Tomanari und Admiral Kondō Nobutake, der Befehlshaber der Zweiten Flotte, die im Zentralpazifik operierte, formulierten einen Plan, um die amerikanischen Streitkräfte im Augenblick der Invasion zurückzuwerfen. Der Plan wurde am Abend seiner Fertigstellung nach Tokyo gesandt, wo er vom Chef des Admiralstabs Nagano Osami gelesen und genehmigt wurde. Der Plan, der den Namen Yogaki annahm, was so viel wie „Hinterhalt-Angriff“ heißt, sah Folgendes vor:
1. Die Langstreckenbomber und Jagdflieger würden aus Kavieng und Rabaul, zwei wichtigen japanischen Basen in Neu-Irland, starten und in den neu gebauten Basen auf den Marshallinseln einfliegen, von wo sie Angriffe gegen die US-Flotte fliegen würden.
2. Die Jagdflieger des Truk-Atolls würden ebenfalls eingreifen.
3. 25 U-Boote würden ins Operationsgebiet verlegt, um die US-Flotte anzugreifen.
4. Die Zweite Flotte von Admiral Kondō würde Truk verlassen, um das Gefecht mit der US-Flotte aufzunehmen.
5. Die amerikanischen Landungstruppen, die auf Betio gelandet waren, würden von den Verteidigern zum Rückzug gezwungen werden.

Dieser Plan wurde aber durch die massiven amerikanischen Luftangriffe vereitelt, denn die japanischen Basen von Kavieng und Rabaul erlitten so schwere Verluste unter ihren Geschwadern, dass es ihnen unmöglich wurde, irgendeine Verstärkung in das Gebiet der Gilbert-Inseln zu entsenden. Die Zweite Flotte musste aus Truk auslaufen, um dort nicht Opfer der alliierten Bomber zu werden, und schaffte es nicht rechtzeitig zu den Gilbert-Inseln. Die U-Boote aber liefen trotzdem aus, wurden jedoch von Zerstörerverbänden angegriffen. Nur einige schafften es ins Zielgebiet, und eines von ihnen versenkte den Geleitflugzeugträger Liscome Bay.

## Truppen

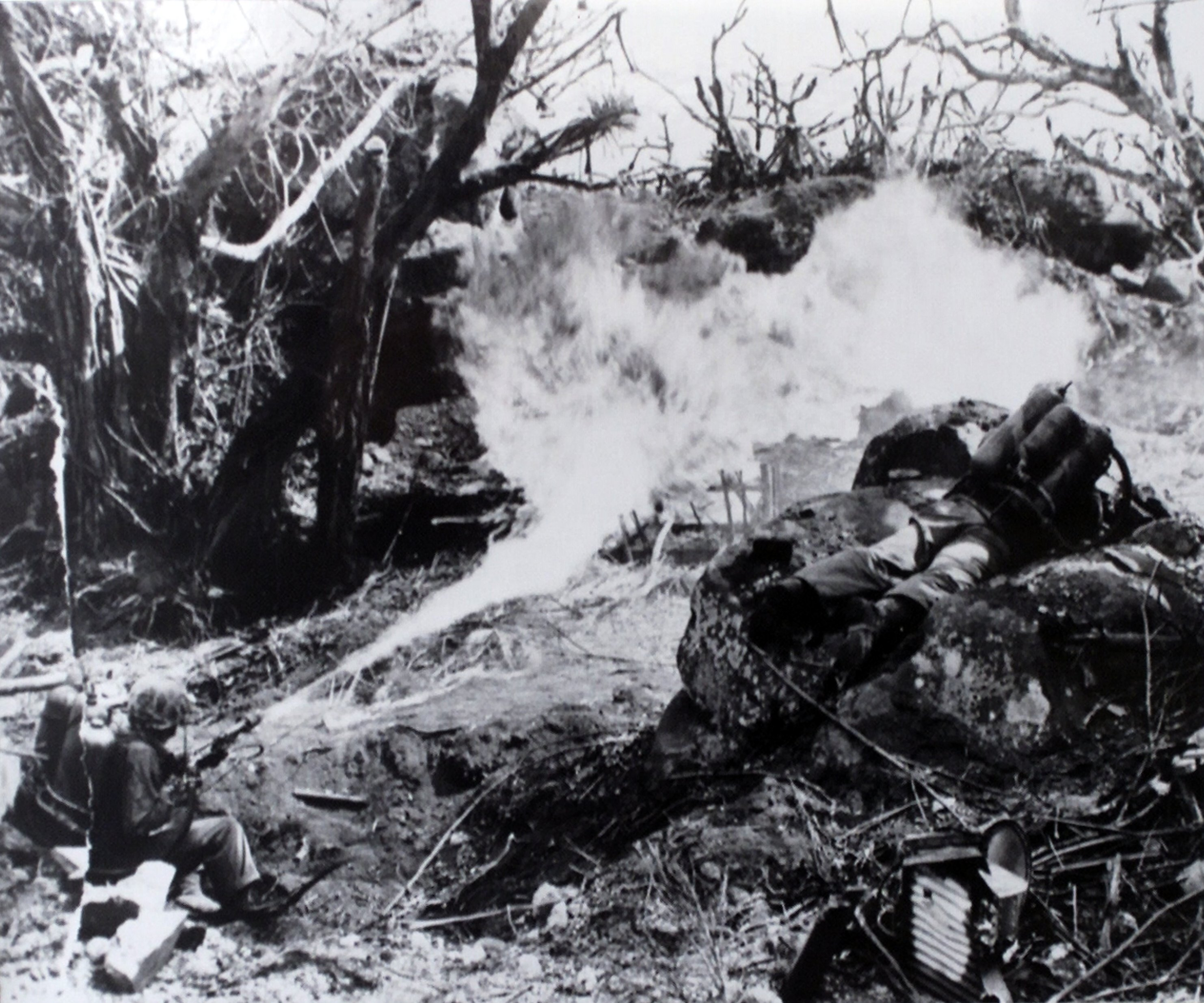
Amerikanische Soldaten mit Flammenwerfer im Dschungel von Betio

Um diese schweren Arbeiten zu erledigen wurden 2.217 Mann des 111. Bau-Bataillons (第111設営隊, dai-111 setsuei-tai) und des 4. Flottenpionier-Detachement (第4艦隊設営派遣隊, Dai-4 kantai setsuei hakentai) eingesetzt; ersteres bestand zum Großteil aus Koreanern. Hinzu kamen als Marineinfanterie 1.479 Soldaten der 7. Sasebo-Spezial-Landungskräfte (佐世保第7特別陸戦隊, Sasebo dai-7 tokubetsu riku sentai) und 1.122 Soldaten der 3. Spezial-Stützpunkt-Einheit (第3特別根拠地隊, dai-3 tokubetsu konkyo-chitai), sowie etwa 400 Männer des Flugplatzes.

## Schlacht um Tarawa
Die amerikanischen Truppen landeten am 20. November im Rahmen der Schlacht um die Gilbertinseln auf Betio, als Konteradmiral Tomanari bereits von Konteradmiral Keiji Shibazaki abgelöst worden war. Der Landung von 14.000 Marines gingen heftige Luftangriffe, sowie eine Beschießung der sichtbaren japanischen Bunker durch die Invasionsflotte voran. Diese zählte über 200 Schiffe, unter anderem 17 Flugzeugträger, 12 Schlachtschiffe, 10 Kreuzer und 66 Zerstörer.
Die Verteidigungsanlagen der japanischen Truppen waren für die ersten Marines fast unüberwindliche Hindernisse, die Hunderte Opfer forderten, bevor sie mit Flammenwerfern und Handgranaten eliminiert werden konnten. Obwohl sie bis zum ersten Abend mehr als 2000 Tote und Verwundete zu verzeichnen hatten, kamen die Marines aber immer weiter voran. Die Schlacht, für die der amerikanische Planungsstab nur 6 Stunden vorgesehen hatte, dauerte mehrere Tage. Es war die erste Aktion, in der die Marines ernsthafte Verteidigungen zu stürmen hatten, und bis zu diesem Zeitpunkt die schwerste und teuerste Schlacht im Pazifikkrieg.

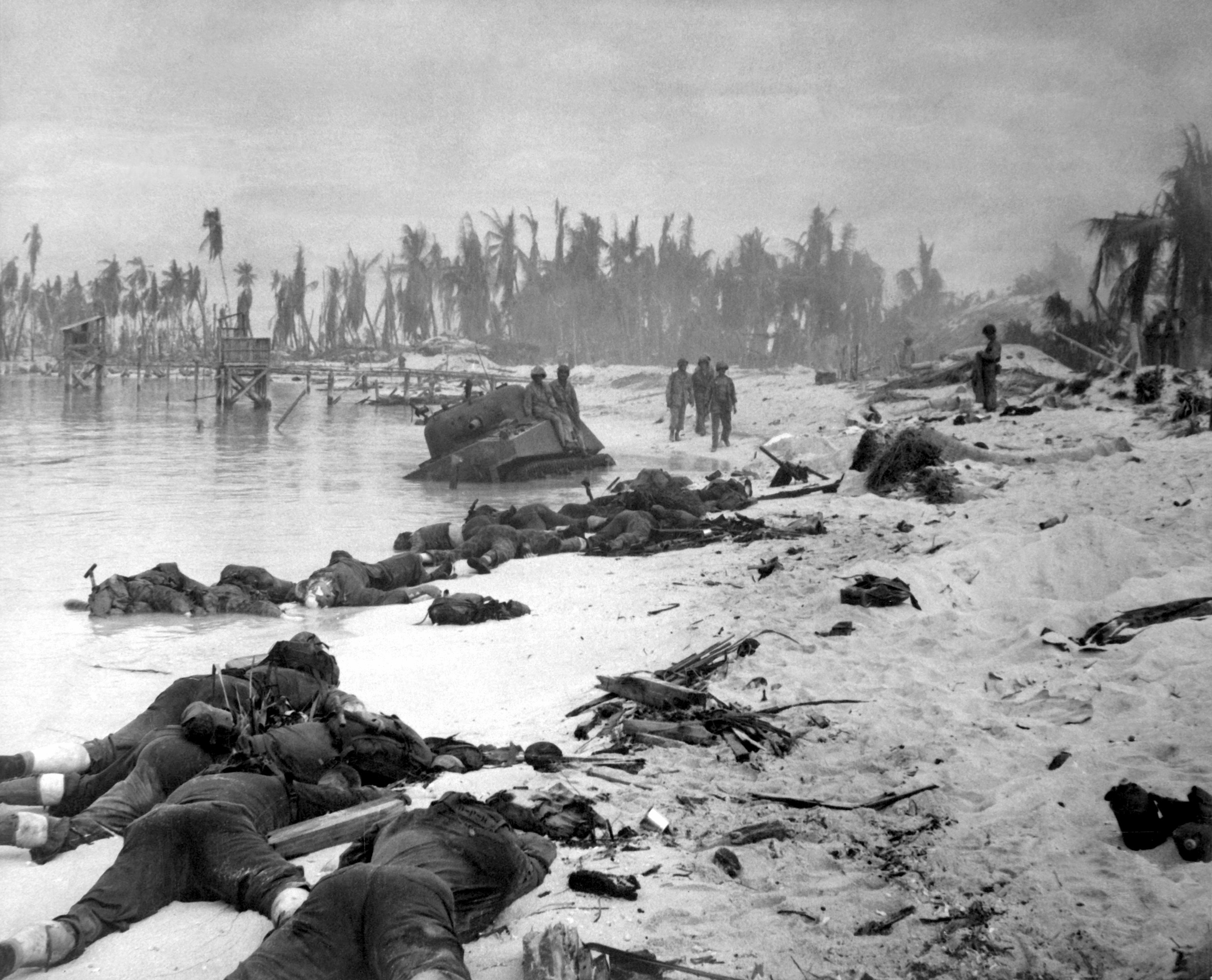
Leichen von US-Marines am Strand nach der Eroberung von Tarawa

Am Abend des vierten Tages waren auch die letzten Verteidiger getötet oder hatten sich mit Handgranaten und Pistolen das Leben genommen. Admiral Shibasaki starb im Laufe der Schlacht, seine 4000 Soldaten wurden bis auf 17 verwundete Japaner und 129 koreanische Arbeiter, getötet. Auch 1000 amerikanische Marines wurden im Laufe der vier Tage getötet.

## Lehren aus der Verteidigung von Tarawa
Die US-Generäle, die die feindlichen Verteidigungsanlagen analysiert hatten, richteten sich während der nächsten zwei Jahre danach. Die GIs und Marines wurden darauf gedrillt, Bunker, MG-Positionen und getarnte Scharfschützen zu eliminieren. Während der nächsten Kriegsjahre hat die Erfahrung der Kämpfe auf Tarawa dabei geholfen, Inseln wie Saipan, Guam, Peleliu, Leyte, Iwo Jima und Okinawa zu erobern.